# اوگریدی
اوگریدی (به انگلیسی: O'Grady) انیمیشن سریالی کمدی می‌باشد که توسط تام اسنایدر، کارل دابلیو. آدامز و هالی شلزینگر خلق گردیده‌است. اچ. جان بنجامین، ملیسا بردین گالسکی، پاتریس اونیل و هالی شلزینگر نقش گروهی از چهار نوجوان را بازی می‌کنند که در شهر اوگریدی زندگی می‌کنند؛ که این شخصیت‌ها در هرکدام از قسمت‌ها پدیده‌های ماوراء طبیعی مواجه می‌شوند و همزمان به چالش‌های عادی دبیرستان می‌پردازند.